# Richard Routley
Richard Sylvan, narozený jako Richard Routley, (13. prosince 1935 Levin, Nový Zéland – 16. června 1996) byl filosof, logik a ochránce životního prostředí. Byl považován za anarchistu. Vedle prací z oblasti ekologické etiky a o lesích, je autorem či spoluautorem četných prací z logiky. Často spolupracoval s Grahamem Priestem. Jeho filosofické názory budily mezi částí filozofů pobouření, zejména jeho práce o kanibalismu.

## Život
Routley se narodil v Novém Zélandu. Pracoval na katedře filozofie, v australské výzkumné škole sociálních věd – National University. Později si změnil jméno na Richard „Lesa“, na znamení své oddanosti k přírodě. Oženil se s Val Plumwoodovou. Zemřel na Bali v Indonésii.